# Berberis kawakamii
Berberis kawakamii är en berberisväxtart som beskrevs av Bunzo Hayata. Berberis kawakamii ingår i släktet berberisar, och familjen berberisväxter. Inga underarter finns listade i Catalogue of Life.